# Jardín botánico de Jinyunshan
El jardín botánico de Jinyushan (Chingqing) (en chino, 重庆市植物园 (四川)) o en pinyin, Chongqing Jinyunshan Zhiwuyuan, es un parque y jardín botánico de 85 hectáreas de extensión que se encuentra próximo a la ciudad de Chongqing en China.
Depende administrativamente parte del estado chino 
El código de identificación internacional del Jardín Botánico de Jinyunshan, así como las siglas de su herbario es CJZ.

## Localización
El "Jardín Botánico de Jinyunshan", se encuentra situado en el "Chongqing Jinyunshan National Park" (fecha de anuncio: 8 de noviembre de 1982), cerca del Río Jialing. 
Jardín Botánico de Jinyushan Jinyunshan, Jialing River, Beibei District, Chongqing, Sichuan, 630702, China.
Planos y vistas satelitales.29°33′9.72″N 106°32′44.88″E / 29.5527000, 106.5458000
- Altitud 439 m s. n. m.
- Temperatura media anual 18.7 °C
- Promedio de lluvia anual 1800 mm.

## Historia
El "Parque nacional Jinyunshan de Chongqing" fue designado en la "Primera serie" con fecha de proclamación del 8 de noviembre de 1982.
El "Jardín Botánico de Jinyunshan", fue creado en el interior del parque en 1985.

## Colecciones
Entre las colecciones que alberga, son de destacar:
- Plantas ornamentales subtropicales siempreverdes de hojas anchas,
- Colección de bambús,
- Colección de plantas de sombra.
- Plantas medicinales
- Plantas acuáticas

## Servicios
- Salas de exposiciones
- Restaurantes
- Puestos de venta